# Kakasd
Kakasd  (németül: Kockrsch) község Tolna vármegyében, a Bonyhádi járásban.

## Fekvése
Az 1700 lelkes település Tolna vármegyében, Szekszárd (14 km) és Bonyhád (8 km) között, a 6-os számú főút mentén fekszik. Egykor különálló településrészei közül Belac a főúttól délre helyezkedik el, míg a történelmi Kakasd falu az úttól északra alakult ki. Határában, Bonyhád felé helyezkedik el a hozzá tartozó Széptölgyes.

## Története
Kakasd közelében már a kőkorszakban település volt, a 12. század derekán határában templom állt. A községnév, először egy Zsigmond király korából való, 1436-ban kiadott oklevélben szerepel. A település a nevét valószínűleg valamely Kokas nevű köznemesi családról kapta. 1572-ben a község lakossága 60–90 fő között lehetett. Fő termelési ágait a búza és a bor képezték, de nagy jelentősége volt az állattenyésztésnek is. Konyhakerti és iparnövényeket is termeltek. A török pusztítás idején Kakasd elnéptelenedett.
Az 1713. évi összeírásokban már újra szerepel a neve, lakói akkoriban magyarok voltak. 1720-ban viszont az öt magyar mellett már kilenc német család is élt itt, összesen 81 fővel. Az 1718 és 1726 között történt betelepítések során pedig több mint 100 német családdal bővült Kakasd lakossága. Első iskolája 1720-ban, a belaci iskola 1724-ben épült. A mai templom 1810-ben épült, amelyet 1876-ban és az 1900-as években bővítettek. Bezerédj Amália 1828-ban alapította a belaci óvodát. A jobbágyság felszabadítási mozgalmának úttörője, Bezerédj István jóvoltából Kakasd lakossága volt az első egész Magyarországon, amely az 1840-es országgyűlés által megengedett örökváltság jogán, magát földesuraitól megváltotta. Ez idő tájt 986 lakója volt.
1935-ben Belac és Kakasd települések egyesülésével jött létre a mai Kakasd község. A második világháború után a német ajkú lakosság jelentős részét kitelepítésre ítélték. 1945 áprilisában jelentek meg a bukovinai székelyek első menekültjei. Az 1764-es madéfalvi vérengzés óta bujdokoló székely családok itt leltek új otthonra. A telepesek közé 1947 őszén és 1948 tavaszán a lakosságcsere folytán gyökértelenné vált felvidéki magyarokat is költöztettek. A régi művelődési ház lebontása után, 1987-ben indult meg a híres építész, Makovecz Imre által tervezett Faluház építése, a helyi lakosság példamutató összefogásával, társadalmi munkájával. Ünnepélyes átadására 1994-ben került sor, azóta számos rendezvény méltó helyszíne (bálok, lakodalmak, művészeti kiállítások, konferenciák, kulturális műsorok). A faluházzal megálmodott gondolat az itt élő lakosság együttélésének, összefonódásának állít emléket, amelyet még az első és második világháború hőseinek és áldozatainak állított emlékmű, valamint a Zusammenleben (együttélés) szoborkompozíció is kifejez.
A község 2009-ben partnerkapcsolati szerződést kötött a németországi Radibor, majd 2011-ben a szlovákiai Deáki településekkel.

## Közélete

### Polgármesterei
- 1990–1994: Illés Ferenc (független)[6]
- 1994–1998: Illés Ferenc (független)[7]
- 1998–2002: Illés Ferenc (független)[8]
- 2002–2006: Illés Ferenc (független)[9]
- 2006–2010: Bányai Károly (független)[10]
- 2010–2014: Bányai Károly (független)[11]
- 2014–2018: Bányai Károly (független)[12]
- 2018–2019: Schellné Simcsik Orsolya (független)[13]
- 2019–2024: Schellné Simcsik Orsolya (független)[14]
- 2024– : Schellné Simcsik Orsolya (független)[1]

A településen 2018. október 28-án időközi polgármester-választást tartottak, az előző polgármester halála miatt. A posztért hárman indultak, s a győztes több mint 70 %-os eredménnyel szerzett mandátumot.

## Népesség
A település népességének változása:
| Lakosok száma | 1658 | 1683 | 1656 | 1622 | 1538 | 1523 | 1496 |
|               | 2013 | 2014 | 2015 | 2021 | 2022 | 2023 | 2024 |

A 2011-es népszámlálás során a lakosok 91,3%-a magyarnak, 9% németnek mondta magát (8,5% nem nyilatkozott; a kettős identitások miatt a végösszeg nagyobb lehet 100%-nál). A vallási megoszlás a következő volt: római katolikus 76,9%, református 1,2%, evangélikus 1,2%,  felekezeten kívüli 4,9% (15,7% nem nyilatkozott).
2022-ben a lakosság 93,6%-a vallotta magát magyarnak, 3,8% németnek, 0,3% cigánynak, 0,2% románnak, 0,1-0,1% örménynek, bolgárnak és ukránnak, 0,8% egyéb, nem hazai nemzetiségűnek (6,2% nem nyilatkozott; a kettős identitások miatt a végösszeg nagyobb lehet 100%-nál). Vallásuk szerint 58,4% volt római katolikus, 1,6% református, 1,2% evangélikus, 0,1% görög katolikus, 0,1% ortodox, 0,7% egyéb keresztény, 2,1% egyéb katolikus, 7,9% felekezeten kívüli (27,8% nem válaszolt).

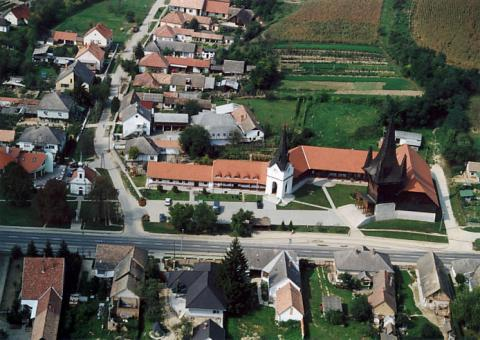
Kakasd légi fotója

## Nevezetességei
- Bíró Sándor képzőművész galériája[18]
- Faragott székely kapu és kopjafa[19]
- Faluház (Makovecz Imre)[20]
- Római katolikus templom (Szent Mihály arkangyal)[21]
- Szent Anna-kápolna[19]
- Harangtorony[19]
- Az évente, hagyományosan április utolsó szerdáján megrendezésre kerülő Kakasdi Matróznapok
- Ulmi bárka (Ulmer Schachtel)[20][22]
- Együttélés (Zusammenleben) szoborkompozíció[3]
- I-II. világháborús emlékmű[19]
- Kálvária domb[23]

## Testvértelepülése
- Deáki, Szlovákia (Felvidék)